# Pousa (Puebla del Brollón)
Pousa (llamada oficialmente A Pousa) es una aldea española situada en la parroquia de Saá, del municipio de Puebla del Brollón, en la provincia de Lugo, Galicia.

## Geografía
Está situado a 435 metros de altitud, junto al río Saa, a la altura de la confluencia de los ríos de Forgas y Lebrón. 

## Demografía
| Gráfica de evolución demográfica de Pousa entre 2000 y 2020 |
|                                                             |
| Datos según el nomenclátor publicado por el INE.            |

## Patrimonio

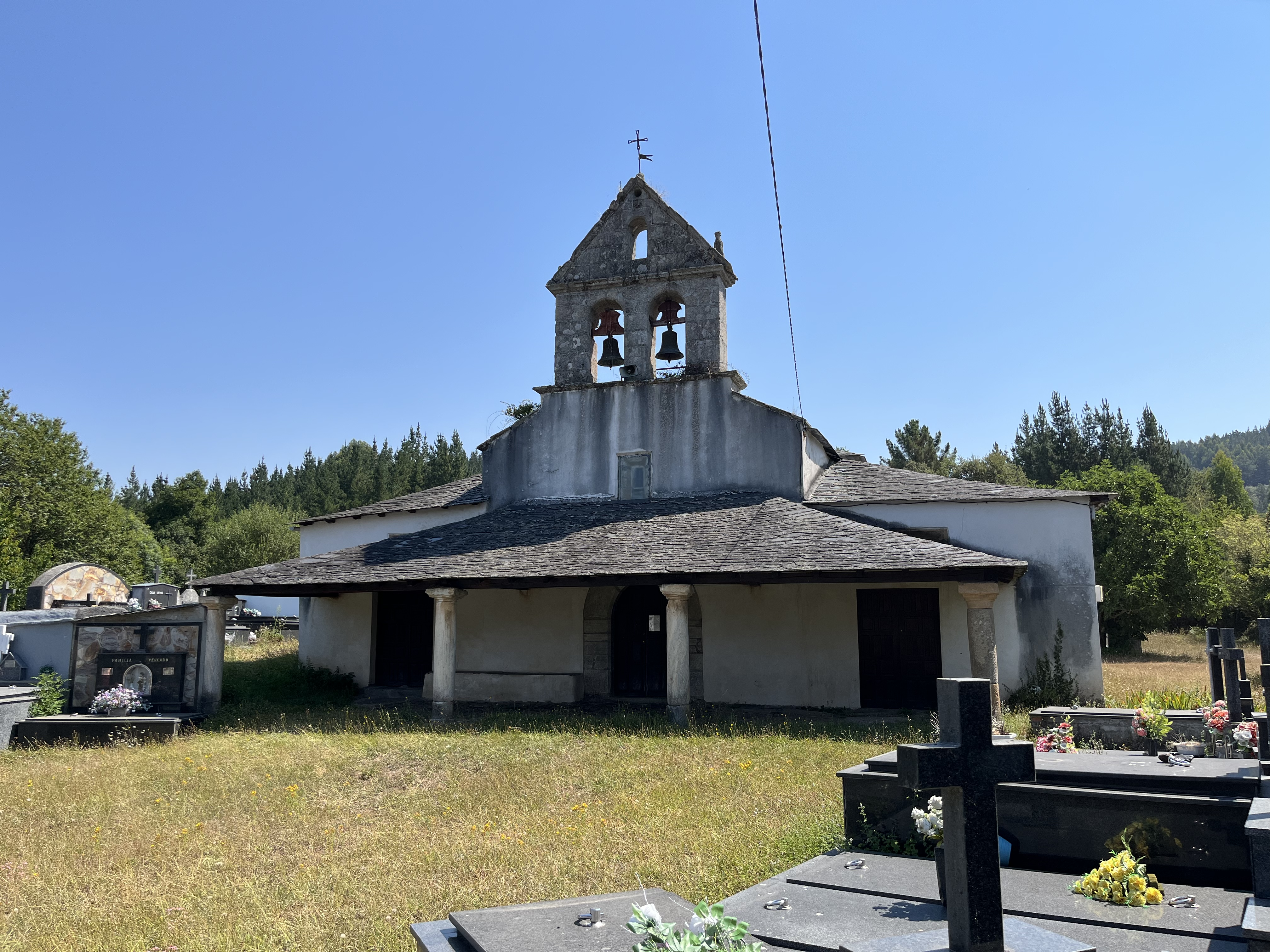
Iglesia de Santa María de Saa

En la aldea se encuentran la iglesia de Santa María, el área recreativa y el local social de la parroquia.